# Кража из Госбанка Армянской ССР
Кража из Госбанка Армянской ССР (арм. ՀԽՍՀ պետական բանկի կողոպուտ) — уникальная и крупнейшая в истории СССР кража денег из Госбанка, совершённая 5 августа 1977 года двоюродными братьями Николаем Саркисовичем Калачяном (род. 27 февраля 1951 года) и Феликсом Калачяном, которые похитили полтора миллиона советских рублей (около двух миллионов долларов по курсу валюты того времени). Оба Калачяна в конечном итоге были приговорены к расстрелу.

## Предыстория
Николай Калачян, по национальности армянин, родился в селе Бородино Рыбинского района Красноярского края. Его отец был болен раком, поэтому все деньги в семье уходили на его лечение. В четвёртом классе Николай сбежал из дома в цыганский табор, затем занимался наркоторговлей и работал мусорщиком. Он имел только начальное образование и профессию токаря. Первую кражу Николай с приятелями совершили, ограбив сберкассу, для чего проделали дыру в стене. Их не поймали, и они быстро прогуляли украденные деньги.
Феликс Калачян родился в селе Казанчи Ашоцкого района, а после школы уехал в Ленинакан, где женился на девушке по имени Маруш и стал отцом двух детей, но, работая дворником, получал мало. Будучи жилистым, он был очень гибким от природы и имел звание кандидата в мастера спорта по спортивной гимнастике. В конечном итоге Николай подговорил Феликса обокрасть магазин аудиотехники, где они также разобрали стену и украли магнитофоны. В милицию по факту кражи по неизвестным причинам никто не обратился (по мнению Николая, магнитофоны были «левыми»). Магнитофоны братья продали за 15 тысяч рублей, часть из которых Феликс послал семье, а остальные братья прогуляли в Москве.
Когда Николай решил обокрасть Госбанк в Ереване, наводкой ему служил работник банка и его приятель Завен Багдасарян, который в составе комиссии часто бывал в хранилище банка для пересчёта купюр. За неделю до назначенной даты Николай попал в автомобильную аварию и руководил операцией, уже лёжа в больнице.

## Кража
Вечером 5 августа 1977 года Феликс Калачян вошёл в жилое здание, имеющее с Госбанком общую стену на уровне одного этажа (сегодня Госбанк Еревана полностью отделён от ближайших зданий), и попытался пробить её, но она оказалась очень толстой. Тогда он залез на крышу и увидел, что в комнате отдыха банка, которая была на один этаж выше хранилища, идёт ремонт и на её окне нет решётки, а само окно открыто (позже выяснилось, что завхоз банка забыл его закрыть). Изначально он попытался забросить туда верёвку, но у него ничего не получилось, и тогда Феликс, рискуя жизнью, перепрыгнул с крыши в окно. Затем, проделав в полу отверстие диаметром всего в 34 сантиметра, Феликс по закрепленной на куске арматуры веревке проник в хранилище и забрал оттуда два мешка с деньгами на сумму 1,5 миллиона рублей. Потом, прикрыв дыру в полу зонтиком, Феликс при помощи веревки выбрался через окно комнаты отдыха утром.
Вскоре братья отправились в Москву, где Николай познакомился с девушкой Людмилой Викторовной Аксёновой, брата которой — Владимира Кузнецова, работавшего таксистом — они сделали сообщником. Владимир, которому было поручено скупать облигации трёхпроцентного займа под предлогом, что Николай якобы хочет устроить пышное венчание с его сестрой, ничего не знал о преступлении будущего зятя (ему Калачян рассказал, что легализовать сторублевки нужно потому, что он боится уголовного преследования за участие в азартных играх). Однако в одной из сберкасс Москвы Владимир попался на сбыте партии сторублёвых купюр. Дело в том, что практически все сторублевые купюры (а их было большинство среди похищенных) имели одну серию — АИ, и во все сберкассы страны были разосланы указания сообщать в милицию о каждой попытке использования банкнот этой серии. Сначала Владимир приобретал по одной-две облигации в день, а потом решил купить ценных бумаг сразу на шесть тысяч рублей. Сотрудницу сберкассы на Чертановской улице насторожила столь крупная сумма: она приняла шесть тысяч, а затем сказала, что у нее осталось облигаций лишь на три тысячи рублей, а за остальными нужно идти в хранилище. Отсутствие кассирши испугало Владимира, и он сбежал, но кассирша запомнила его приметы и машину, на которой приехал Кузнецов — зеленые «Жигули». Когда милиционер обратил внимание на припаркованные у жилого дома на Ленинском проспекте зеленые «Жигули» (братья Калачян снимали квартиру в этом доме), братьев Калачян задержали в ночь на 7 июня 1978 года; несколько позже задержали и Кузнецова. К тому моменту преступники успели потратить 600 тысяч рублей из похищенных 1,5 миллиона..
Братья были приговорены к расстрелу, Завен Багдасарян был осуждён на 11 лет колонии строгого режима, Владимир Кузнецов получил более короткий срок заключения. Верховный Совет СССР удовлетворил ходатайства о помиловании Калачянов, но дойти до Еревана они не успели почти на сутки — приговор был приведён в исполнение. Мать Николая умерла во время следствия, у семьи Феликса было конфисковано имущество.

## Док. фильмы
- Фильм из цикла «Следствие вели…» — «Ограбление века».
- Фильм из цикла «Легенды советского сыска» — «Как украсть миллион».
- Фильм из цикла «Тайные знаки» — «Прыжок ценой в полтора миллиона».